# Apomixis facultativa
En botánica, la apomixis facultativa es un modo de reproducción de las angiospermas en el que coexisten, lado a lado y en el mismo individuo, la reproducción sexual y la reproducción asexual por apomixis. 
La mayoría de las especies apomícticas son facultativas, de modo que pueden producir tanto semilla asexual como sexualmente en un sistema balanceado. Los apomícticos obligados se dan particularmente en aquellas especies que son sexualmente estériles, como por ejemplo en las que solo un sexo está presente (Elodea canadensis, Petasites hybridus), donde solo hay un genotipo para los alelos de autoincompatibilidad (Menyanthes trifoliata, Hottonia palustris), o donde la sexualidad no puede funcionar normalmente debido a los disturbios en la meiosis ocasionados por la hibridación interespecífica (Mentha, Mimulus) o por imparipoliploidía (Potentilla anserina, Holcus mollis).
La apomixis se halla ampliamente distribuida en ciertas familias de plantas, tales como las poáceas, las rosáceas y las compuestas. En estas últimas la apomixis es un tipo de reproducción obligada en muchas especies, mientras que en las otras dos familias la apomixis facultativa es más frecuente.